# Kadrina (Pala)
Kadrina est un village de la commune de Pala du Comté de Jõgeva en Estonie.
Au 31 décembre 2011, il compte 52 habitants.